# Непровиці
Непровиці (пол. Nieprowice) — село в Польщі, у гміні Злота Піньчовського повіту Свентокшиського воєводства.
Населення — 419 осіб (2011).
У 1975-1998 роках село належало до Келецького воєводства.

## Демографія
Демографічна структура на день 31 березня 2011 року:
|          | Загалом | Допрацездатний вік | Працездатний вік | Постпрацездатний вік |
| -------- | ------- | ------------------ | ---------------- | -------------------- |
| Чоловіки | 203     | 29                 | 147              | 27                   |
| Жінки    | 216     | 40                 | 110              | 66                   |
| Разом    | 419     | 69                 | 257              | 93                   |